# Klecany
Klecany é uma cidade checa localizada na região da Boêmia Central, distrito de Praha-východ.